# Скарборо (Мејн)
Скарборо (енгл. Scarborough) насељено је место без административног статуса у америчкој савезној држави Мејн.

## Демографија
По попису из 2010. године број становника је 4.403, што је 536 (13,9%) становника више него 2000. године.
| Група             | 2000.         | 2010.         |
| Белци             | 3.705 (95,8%) | 4.020 (91,3%) |
| Афроамериканци    | 18 (0,5%)     | 27 (0,6%)     |
| Азијати           | 77 (2,0%)     | 231 (5,2%)    |
| Хиспаноамериканци | 31 (0,8%)     | 57 (1,3%)     |
| Укупно            | 3.867         | 4.403         |